# 1039

## Nașteri
- dată necunoscută: Sancho al IV-lea al Navarei  (d. 1076)
- dată necunoscută: Minamoto no Yoshiie  (d. 1106)

## Decese
- 4 iunie: Conrad al II-lea, Împărat Roman (n. 990)
- Alhazen (n, Abu Ali al-Hasan Ibn Al-Haytham), savant arab (n. 965)